# Центральное статистическое агентство (Эфиопия)
Центральное статистическое агентство (ЦСА; англ. Central Statistical Agency, амх. የማዕከላዊ ስታቲስቲክስ ኤጀንሲ) — государственный орган правительства Эфиопии, призванный проводить все опросы и переписи населения по этой стране в целях мониторинга социально-экономического роста, а также выполнять функции государственного учебного центра в этой области. Входит в состав Министерства финансов и экономического развития Эфиопии.
До 9 марта 1989 года Центральное статистическое агентство называлось Центральным статистическим бюро (англ. Central Statistical Office).
21 ноября 2006 года Центральное статистическое агентство объявило, что управление информационного развития Всемирного банка признало его лучшим государственным органом в области развития статистической информации в тропической Африке.